# Trumanov show
Trumanov Show (eng. The Truman Show) hvaljena je američka ZF tragikomedija iz 1998. koju je režirao Peter Weir po scenariju Andrewa Niccola. Film govori o čovjeku (Jim Carrey) kojemu je cijeli njegov život tajno emitiran na javnoj televiziji. “Trumanov show” stoga je predvidio stvaranje TV reality emisija poput “Big Brothera” ali se je i filozofski pozabavio temama o privatnosti ljudi.

## Radnja
Truman Burbank ima 30 godina, radi u jednoj tvrtci za osiguranje te je sretno oženjen za Meryl. Gradić u kojem živi, Seahaven, je idealno mjesto za opuštanje a njegov najbolji prijatelj je Marlon s kojim se često viđa. No Truman sluti da nešto ne valja te da ga netko promatra – a taj netko je skoro cijeli svijet. Naime, prije 30 godina, kada se rodio, Truman je bio usvojen od jedne TV kuće kako bi se ostvarila emisija Christofa o snimanju cijelog ljudskog života. U tu svrhu napravljen je umjetni gradić u kojem živi i stavljen u ogromnu kupolu koja kontrolira vrijeme i temperature. U gradu je skriveno 5.000 kamera koje neprestano emitiraju svaki njegov korak, od jutra do noći. 
A Christof sve motri i daje instrukcije glumcima u gradu koji glume Trumanove prijatelje, roditelje i susjede. Svaki dan 1.7 milijarde ljudi diljem svijeta gleda emisiju, čak i kada glavni junak samo spava u krevetu. No Truman se je zaljubio u djevojku Sylviju koju je sreo kada je išao na fakultet, a koja je izjavila da se preselila na otočje Fidži. On pokušava avionom odletjeti do tamo ili jednostavno izaći iz grada, ali ga “okolnosti” uvijek spriječe. Na kraju tajno izađe van iz kuće i na čamcu zaplovi po moru. Christof digne uzbunu u studiju i pokrene oluju, ali ga ne uspijeva zaustaviti. Truman na kraju stigne do zida kupole i otkrije da je cijeli njegov život bio emitiran na televiziji te, usprkos slatkim riječima Christofa, izađe van u vanjski svijet.

## Glumačka ekipa
- Jim Carrey kao Truman Burbank
- Laura Linney kao Meryl Burbank
- Ed Harris kao Christof, tvorac emisije
- Noah Emmerich kao Marlon
- Natascha McElhone kao Lauren/Sylvia
- Holland Taylor kao Trumanova majka

## Nagrade
- 3 osvojena Zlatna globusa (najbolji glavni glumac Jim Carrey, sporedni glumac Ed Harris, glazba) i 3 nominacije (najbolji film, režija, scenarij)
- 3 nominacije za Oscara (najbolji sporedni glumac Ed Harris, režija, scenarij)
- 3 osvojene BAFTA-e (najbolji scenarij, režija, scenografija) i 4 nominacije (najbolji film, sporedni glumac Ed Harris, fotografija, specijalni efekti)
- osvojena nagrada Saturn za najbolji fantastični film, najbolji scenarij.

## Zanimljivosti
- U jednoj sceni Truman odlazi posjetiti Marlona na poslu. Vanjski izgled dućana je referenca na britansku TV seriju "Zarobljenik" iz 1967.
- Harry Shearer je i u "Trumanovom showu" i u sličnom filmu "Edtv" glumio sličnu ulogu; moderatora emisije koje rasparavlja o showu koji prati junaka 24 sata na dan.
- Svaka ulica u filmu ima naziv koji je referenca na jednog filmskog glumca; primjerice "Lancesterov trg" ili "Ulica Barrymore".
- Ime broda u kojem Truman zaplovi po brodu je "Santa Maria". I Kristofor Kolumbo je zaplovio brodom koji se tako zvao.
- U jednoj sceni na Trumanovom stolu se nalazi boca vitamina D - taj je vitamin potreban ljudima koji nisu izloženi (pravom) suncu.
- U središtu grada nalazi se natpis "UNUS PRO OMNIBUS, OMNES PRO UNO" (Jedan za sve, svi za jednog).
- Kenneth Lonergan je pomogao napisati neke dijaloge u filmu.
- David Cronenberg je odbio režirati film.
- Scenarist Andrew Niccol je isprva htio osobno režirati film.[1]
- Prema dokumentarcu o snimanju filma u "Posebnom izdanju" DVD-a, Peter Weir je isprva planirao jednostavno sagraditi grad Seaheaven u studiju s lažnim nebom kako bi Trumanov "stvarni svijet" izgledao što lažniji. No producenti su ga ipak nagovorili da pronađu prave lokacije u nekom pravom gradu. Weirova supruga mu je predložila gradić Seaside, o kojem je čitala u jednom časopisu, a filmska ekipa se složila da je egzotičan izgled grada dobar odabir za priču.
- Jim Carrey je za ovaj film 1999. osvojio Zlatni globus kao najbolji glumac, dok Roberto Benigni nije bio ni nominiran za svoj film "Život je lijep". Ironično, kasnije je Benigni osvojio Oscara kao najbolji glumac, dok Carrey nije ni nominiran za tu nagradu.
- Među izbačenim scenama iz filma, koje se nalaze na "Posebnom izdanju" DVD-a, je i ona u kojoj Truman vježba u svojoj spavaćoj sobi dok mu gledatelji oponašaju pokrete, razgovor Christofa s ekipom u studiju u kojem im objavljuje da će Meryl dati otkaz a njeno mjesto zauzeti nova glumica Vivian, prizor u kojem maskirani Truman pri bijegu slučajno pogleda direktno u kameru ali ga zaposlenik u studiju ne primijeti jer je baš tada skrenuo pogled te sitne vinjete u kojima Truman razgovara sa stanovnicima grada.

## Produkcija
Scenarist Andrew Niccol planirao je sam režirati film po svojem scenariju a za glavnog glumca je izabran Gary Oldman. No Hollywood je ipak htio da film režira iskusniji Peter Weir a za glavnog glumca je izabran Jim Carrey. Carrey je više puta izjavio da je obožavao scenarij te da je takvu vrstu priče čekao cijeli život. Weir je zahtijevao da se scenarij izmjeni što je Niccol i učinio; tako je lokacija premještena iz urbanog New Yorka u lokalni, izmišljeni gradić a lik Trumana nije više bio 37 nego 30 godina star. Uz to, lik Christofa je praktički izbačen iz prve polovice priče (u originalnom scenariju se je pojavljivao više puta na početku ). Za ulogu Christofa je izabran Dennis Hopper, ali je Weir bio mišljenja da ne odgovara svojoj ulozi pa je uskočio Ed Harris. Film se snimao u Floridi.
“Trumanov show” je premijeru dočekao 1998. te je bio jako hvaljen a Carreyu su svi govorili da je ostvario ozbiljnu dramaturšku ulogu. Ipak, širile su se glasine da Niccol nije bio potpuno zadovoljan ekranizacijom svojeg scenarija te da se stoga nije pojavio u specijalnom izdanju DVD-a 2006.

## Teme i analiza
"Trumanov show" govori o izolaciji ljudi zbog koje oni više socijalne interakcije provode s televizijom i ostalim medijima nego s drugim, stvarnim ljudima. U izolaciji se našao i glavni protagonist, Truman (čije se ime može prevesti kao "Istiniti čovjek"), koji ne zna da je svaki njegov dijelić života s drugim osobama (glumcima) lažan i samo prividan. Iskrenost i laži te preispitivanje stvarnosti i iluzije (lažni grad, lažni ljudi i prijatelji) još je jedna točka oko koje se vrti priča. Možda je stoga Truman bio tako fasciniran Sylvijom jer je u njoj otkrio jedinu iskrenu osobu u životu. No glavni je temelj filma satirični prikaz medija, pogotovo televizije, te polemika oko toga gdje se nalazi granica privatnosti do koje oni mogu priječi a da ne ugroze živote ljudi. Ironično, Christof, tvorac emisije, drži svoj privatni život pod velom tajnosti te osim preko ekrana nikada nije sreo Trumana uživo. Njegov odnos s Trumanom je poput odnosa Boga i čovjeka jer ovaj kontrolira svaki djelić njegova života, čime se postižu i religiozne konotacije.

## Kritike
Kritičari su gotovo jednoglasno hvalili film. Elspeth Haughton je utvrdio: "Prekrasno otrovna i inteligentna satira na medije koji nas manipuliraju, te na publiku koja nas ohrabruje" a Rob Blackwelder: "Film koji vas ostavlja zapanjenim i željnim debatiranja njegovih poruka kako se vrti odjavna špica. Nikada nisam vidio nešto takvo poput njega". 
Roger Ebert, koji je filmu dao 4/4 zvijezde, je napisao: "Uživao sam u "Trumanovom showu" na njegovim razinama komedije i drame; svidio mi se Truman na isti način koji mi se svidio Forrest Gump – zato što je bio dobar čovjek, iskren i lagan sa simpatiziranje. No originalne idejeučinile su ovaj film više nego samo zabavnim. Poput "Gattace", prethodnog filma Andrewa Niccola, stavlja u središte pažnje nove vrijednosti koje tehnologija prisiljava na čovječanstvo. Zbog toga što možemo mijenjati DNA, zbog toga što možemo emitirati nečije tuđe živote - onda to moramo i učiniti, zar ne? Ironija je da ljudi koji će konačno otkriti odgovor na to pitanje će biti upravo oni koji će biti stvoreni od toga procesa". Matt Easterbrook je napisao: "Ovo je jedna od najoštrijih, najotrovnijih satira koje sam ikada vidio, na istoj razini s klasičnim Prestonom Sturgesom" a Wade Major: "Iako posjeduje inteligenciju i spektakularnu snagu, ovaj film je još uvijek o stvarnom čovjeku sa stvarnim emocijama". 
Ipak, Arsen Oremović, koji piše za Večernji list, bio je suzdržan u svoje dvije recenziji filma (jednoj za video, a drugoj par godina kasnije za DVD izdanje) i dao filmu dva od četiri 'kritičarska prsta': "Tragični lik Trumana kojeg snimaju kamere i tako utažuju žeđ vojaera diljem svijeta uzbudljiva je, ali krnje izvedena pretpostavka. Scenarist Andrew Niccol više opisuje tehnički stranu priče kako bi dočarao da se može ostvariti a manje pažnje daje likovima. Jedino što saznajemo od Trumana je da je dobričina...Na žalost, "Trumanov show" u puno većoj mjeri potiče gledatelja na razmišljanje nego što je potaknuo redatelja i scenarista da iskoriste pretpostavke situacije u kojoj se je našao Truman" te "Redatelj Peter Weir izabire neobične kutove snimanja ne bi li dočarao Trumanov svijet okružen tisućama skrivenih kamera, odnosno ono što vide gledatelji te serije. Tako dojmljivo gradi osjećaj klaustrofobije i tjeskobe, a humor je prisutan samo toliko koliko treba produbljivati dojam. No Weiru je više stalo do toga da nam objasni gdje je skrivena neka kamera koja snima glavnog junaka, nego što se događa u njegovoj glavi, pa je plošnost artificijelnog Trumanova svijeta preplavila i cijeli film".

## Vanjske poveznice
- Trumanov Show u internetskoj bazi filmova IMDb-a
- Recenzije na Rottentomatoes.com
- Transparency now o filmu